# Arses kaupi
El monarca pío (Arses kaupi) es una especie de ave paseriforme de la familia Monarchidae endémica de la zona costera de Queensland, en Australia.

## Descripción
El monarca pío mide unos 15 cm de largo y pesa alrededor de 13 gr. Su plumaje es sexualmente dimórfico. La cabeza y cola del macho son negras, y las alas son de un negro pardo con escapularias blancas. Su collar blanco es extensible y mediante su cuello se une con la garganta blanca. La franja en el pecho es negra, y su vientre y zona inferior es blanca. La hembra posee una zona de la garganta de un tono de blanco menos conspicuo y abarca menos área, y el collar es incompleto alrededor del cuello. Los ojos son negros, y se encuentran rodeados por un anillo de color azul, el cual es menos evidente en la hembra. Su pico es gris-azulado y las patas son negras.

## Comportamiento
En esta especie de vistoso cuello ambos sexos se alimentan subiendo y bajando en espiral alrededor de los troncos y las ramas de los árboles, Como todos los trepadores, mantienen las alas medio abiertas y sacuden la cola para poner al descubierto sus presas, los insectos. Las parejas construyen un nido en forma de copa con astillas, que unen con zarcillos y cuelgan como una hamaca entre emparrados.